# Роки Маунтин Хаус (Алберта)
Роки Маунтин Хаус (енгл. Rocky Mountain House) је малена варош у централном делу канадске провинције Алберта у оквиру статистичке регије Централна Алберта. Налази се 77 km западно од града Ред Дир на ушћу реке Клирвотер у реку Северни Саскачеван.
Историја настанка насеља уско је везана за традицију трговине крзнима током 18. века на овом подручју. Тако су 1799. која се узима као година оснивања насеља, своје трговачке станице ту подигли компанија Хадсоновог залива и Северозападна компанија. Обе трговине су се ујединиле 1821. и тако пословале све до 1875. када је трговина крзнима престала, али је име насеља опстало. Истовремено насеље је служило и као полазна тачка истраживачима који су тражили превој погодан за саобраћај преко Стеновитих планина и везу истока земље са пацифичком обалом.
Насеље је добило статус варошице 1912. године. Почетком 20. века значајнија струја усељеника из Скандинавије настанила се у овом подручју. 
Према подацима пописа становништва из 2011. у вароши је живело 6.933 становника што је за око 1% мање у односу на попис из 2006. када је регистровано 6.874 житеља.
Привреда варошице и њене околине почива на пољопривреди, дрвној индустрији и експлоатацији нафте, а у последње време интензивније се развија и туризам.
Градић је 19. октобра 1996. у 4 сата и 30 минута ујутру погодио земљотрес магнитуде 3,8° који није изазвао озбиљније штете у вароши и околини.

## Становништво
| 2011. |
| ----- |
| 6.933 |